# Alakoskodás
Az alakoskodás többjelentésű szó:

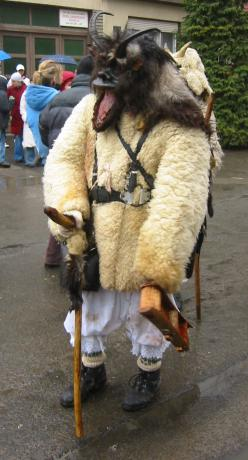
Rémísztő maszkot viselő Busó, a mohácsi busójáráson

- emberi viselkedést jellemzőként színlelés, képmutatás, azaz rosszalló kifejezés[1]
- néprajzi értelemben alakos játékban alakformálás.[2]

## Alakoskodás (néphagyomány)
Alakoskodások a dramatikus néphagyományok formái, amelyekben a szereplők kilétük álcázására maszkot, álöltözetet használnak, jelmezek és kellékek segítségével valakit, valamit megszemélyesítenek. A démonikus, ijesztő állatalakoskodások világszerte ősrégiek, ám egykori mágikus (bajelhárító, bőségvarázsló, termékenységbiztosító) szerepüket elveszítve, az erdélyi magyar folklórban ma már jobbára csak a farsangi játékok közt, tréfás formákban maradtak meg. Az álarc viselésére utal a farsangi népszokások erdélyi népi neve: „maszkurások”. A hétfalusi borica-táncosok fából faragott, a székely betlehemes játékok pásztorai fakéregből, bőrből készült maszkokat hordtak, melyeket újabban inkább csak kendővel, korommal jeleznek. Tamási Áron Énekes madár című székely népi játékában az alakoskodások modern művészi formában jutnak érvényre.
2008 óta a kaposvári városháza mellett áll Bors István 1973-ban készült Alakoskodó című szobra.